# 傑貝勒冰川

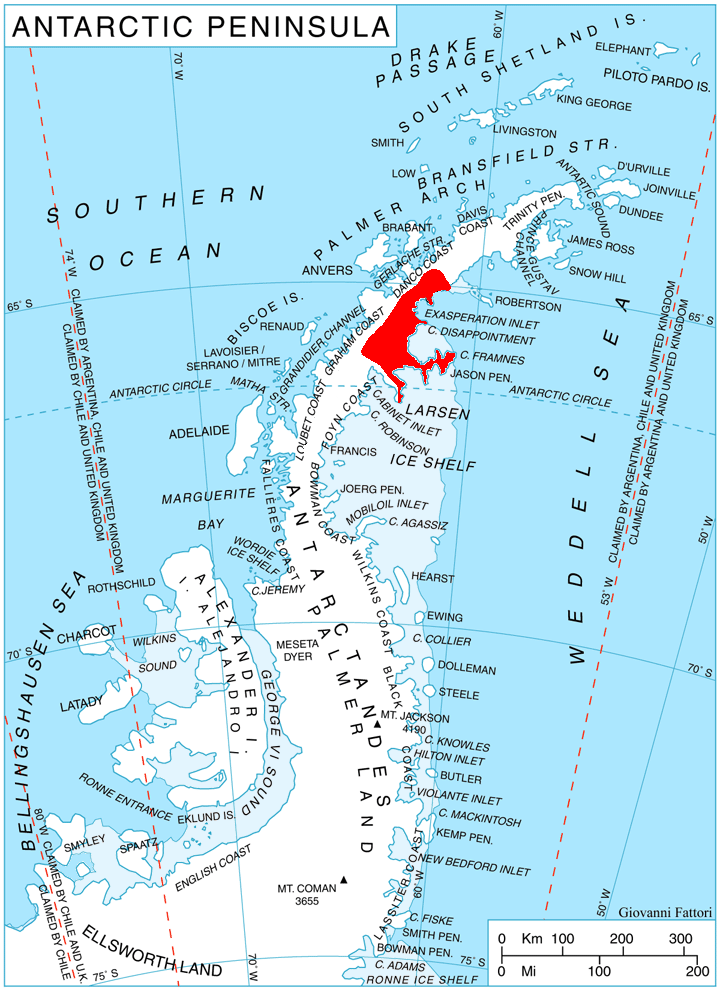

傑貝勒冰川（英語：Dzhebel Glacier）是南極洲的冰川，位於葛拉漢地的奧斯卡二世海岸，處於丘丘利加冰川東北面和古德溫冰川東南面，最終注入克倫冰川，現時由南極條約體系管理。